# Marathon van Nagano 1999
De marathon van Nagano 1999 vond plaats op zondag 18 april 1999 in de Japanse stad Nagano. Het was de eerste editie van deze marathon.
De wedstrijd bij de mannen werd een overwinning voor de Keniaan Jackson Kabiga in 2:13.26. Op de finish had hij een voorsprong van twaalf seconden op de Japanner Shinji Kawashima. Bij de vrouwen won de Russische Valentina Jegorova in 2:28.41. Zij kwam achttien seconden eerder over de finish dan de Ethiopische Elfenesh Alemu, die 2:28.59 liet noteren.

## Uitslagen

### Mannen
| rang   | naam               | land | tijd    |
| ------ | ------------------ | ---- | ------- |
| Goud   | Jackson Kabiga     | KEN  | 2:13.26 |
| Zilver | Shinji Kawashima   | JPN  | 2:13.38 |
| Brons  | Katsuya Natsume    | JPN  | 2:16.58 |
| 4      | Dong-Lin Zhan      | CHN  | 2:16.59 |
| 5      | Tsutomu Sassa      | JPN  | 2:17.06 |
| 6      | Tadayuki Hashimoto | JPN  | 2:17.08 |
| 7      | Lawrence Peu       | RSA  | 2:17.12 |
| 8      | Masato Yonehara    | JPN  | 2:17.13 |
| 9      | Shinji Tsunasaki   | JPN  | 2:17.16 |
| 10     | Vladimir Kotov     | BLR  | 2:18.59 |
| 14     | Hiromi Taniguchi   | JPN  | 2:22.08 |
| 20     | Patrick Muturi     | KEN  | 2:25.04 |

### Vrouwen
| rang   | naam                | land | tijd    |
| ------ | ------------------- | ---- | ------- |
| Goud   | Valentina Jegorova  | RUS  | 2:28.41 |
| Zilver | Elfenesh Alemu      | ETH  | 2:28.59 |
| Brons  | Malgorzata Sobanska | POL  | 2:31.02 |
| 4      | Xiu-Juan Ren        | CHN  | 2:33.58 |
| 5      | Heather Turland     | AUS  | 2:36.26 |
| 6      | Adriana Barbu       | ROU  | 2:36.29 |
| 7      | Nuța Olaru          | ROU  | 2:37.39 |
| 8      | Sachiyo Seiyama     | JPN  | 2:37.45 |
| 9      | Izabela Zatorska    | POL  | 2:41.07 |
| 10     | Tamaki Okuno        | JPN  | 2:42.02 |
| 11     | Akari Nakamura      | JPN  | 2:45.08 |
| 12     | Fumi Murata         | JPN  | 2:48.00 |
| 13     | Yuki Kobota         | JPN  | 2:49.33 |
| 14     | Miwako Kondo        | JPN  | 2:49.53 |
| 15     | Sumiyo Tonomura     | JPN  | 2:50.29 |
| 16     | Chie Matsuda        | JPN  | 2:54.06 |

Shinmai-periode:

1958 ·
1959 ·
1960 ·
1961 ·
1962 ·
1963 ·
1964 ·
1965 ·
1966 ·
1967 ·
1968 ·
1969 ·
1970 ·
1971 ·
1972 ·
1973 ·
1974 ·
1975 ·
1976 ·
1977 ·
1978 ·
1979 ·
1980 ·
1981 ·
1982 ·
1983 ·
1984 ·
1985 ·
1986 ·
1987 ·
1988 ·
1989 ·
1990 ·
1991 ·
1992 ·
1993 ·
1994 ·
1995 ·
1996 ·
1997 ·
1998

Nagano-periode:

1999 ·
2000 ·
2001 ·
2002 ·
2003 ·
2004 ·
2005 ·
2006 ·
2007 ·
2008 ·
2009 ·
2010 ·
2011 ·
2012 ·
2013 ·
2014 ·
2015 ·
2016 ·
2017